# Je ne sais pas pourquoi
"Je ne sais pas pourquoi" é uma canção pop escrita pela britânica produção da equipe de Stock Aitken e Waterman para a estreia do álbum de Kylie Minogue Kylie, de 1988. Foi produzido por Stock, Aitken e Waterman, e recebeu uma recepção mista dos críticos de música. A canção foi lançada como o quarto single em 1988 e foi um hit no Reino Unido, estreando no número onze antes de subir para o número dois e permanecendo lá por três semanas. Ele chegou a vender 315 mil cópias lá. Nos Estados Unidos e Austrália, a música também era conhecida como "I Still Love You (Je ne sais pas pourquoi)".

## Vídeo
O vídeo é baseado em Kylie espera na chuva até algo chegar, então ela vai para um café. Seu cabelo é definido em ondas e ela está em um vestido azul e um casaco de mohair. Este é posteriormente intercalada com uma cena de rua que é filmado em preto e branco e mostra Kylie dançando com um homem em um vestido floral, Kylie é a única coisa que aparece em cores.

## Formatos
CD single

(PWCD21)
1. "Je ne sais pas pourquoi" (Moi Non Plus mix) - 5:55
2. "Made In Heaven" (Maid in England mix) - 6:20
3. "The Loco-Motion" (Sankie mix - long version) - 6:55

7-inch single

(PWL21)
1. "Je ne sais pas pourquoi" - 4:01
2. "Made in Heaven" - 3:24

12-inch single

(PWLT21)
1. "Je ne sais pas pourquoi" (Moi Non Plus mix) - 5:55
2. "Made In Heaven" (Maid in England mix) - 6:20

UK 12-inch remix

(PWLT21R)
1. "Je ne sais pas pourquoi" (The Revolutionary mix) - 7:16
2. "Made In Heaven" (Maid in England mix) - 6:20

U.S. 12-inch single

(0-21247)
1. "Je ne sais pas pourquoi" (Moi Non Plus mix) - 5:55
2. "Je ne sais pas pourquoi" (The Revolutionary mix) - 7:16
3. "Made In Heaven" (Maid in England mix) - 6:20

## Performances
- Disco in Dream/The Hitman Roadshow
- Enjoy Yourself Tour
- Rhythm of Love Tour
- Showgirl: The Greatest Hits Tour

## Posições
| Parada musical               | Posição |
| ---------------------------- | ------- |
| Austrália ARIA Singles Chart | 11      |
| Dutch Top 40                 | 43      |
| França SNEP Singles Chart    | 15      |
| German Singles Chart         | 14      |
| Irish Singles Chart          | 2       |
| Norwegian Singles Chart      | 10      |
| Swiss Singles Chart          | 24      |
| UK Singles Chart             | 2       |
| New Zealand Singles Chart    | 9       |